# ヴィラ・ルイ
ヴィラ・ルイ（La villa Louis）は、ノルマンディー地域圏カルヴァドス県、リオン・シュル・メール、ジョセフバスケ通り４番地に所在するジャン=アレクサンドル・ナヴァールの作品であり、コート・ド・ナクルノ海水浴場の象徴となっている。

## 歴史
もとは1階と屋根裏のみからなる賭博場と音楽施設で、1864年に建てられ、1867年にカジノとしての使用を宣言され、1903年には1階が追加されて個人住宅となった。

依頼主はピエール＝ジョセフ・パスケ（Pierre-Joseph Pasquet　パリ大の教授）と妻のエリサ・パスケ（ピアニスト、ネー・オーベル、3.6.1818パリ+29.10.1900リオン＝シュル・メール）である。
建築家ジャン＝アレクサンドル・ナヴァールが設計した1階は、むき出しのレンガと海側のロッジアが特徴的なアール･ヌーヴォー様式で、2つのファサードは、陶芸家アレクサンドル・ビゴによる作品で飾られている。ファサードの装飾は、主に海の動植物にインスパイアされている。
内部建具（北米産松材の階段、煙突）の外観と一部は、1998年から「歴史的建造物附録」に登録されている。
第二次世界大戦中に占領され、通り側の屋根とファサードは砲弾の被害を受けた（ヴィラ・ルイと書かれた陶器で飾られたペディメントは破壊された）。
第二次世界大戦後、1964年までカステル・ルイの名前でゲストハウスとして運営されていた。

## ギャラリー

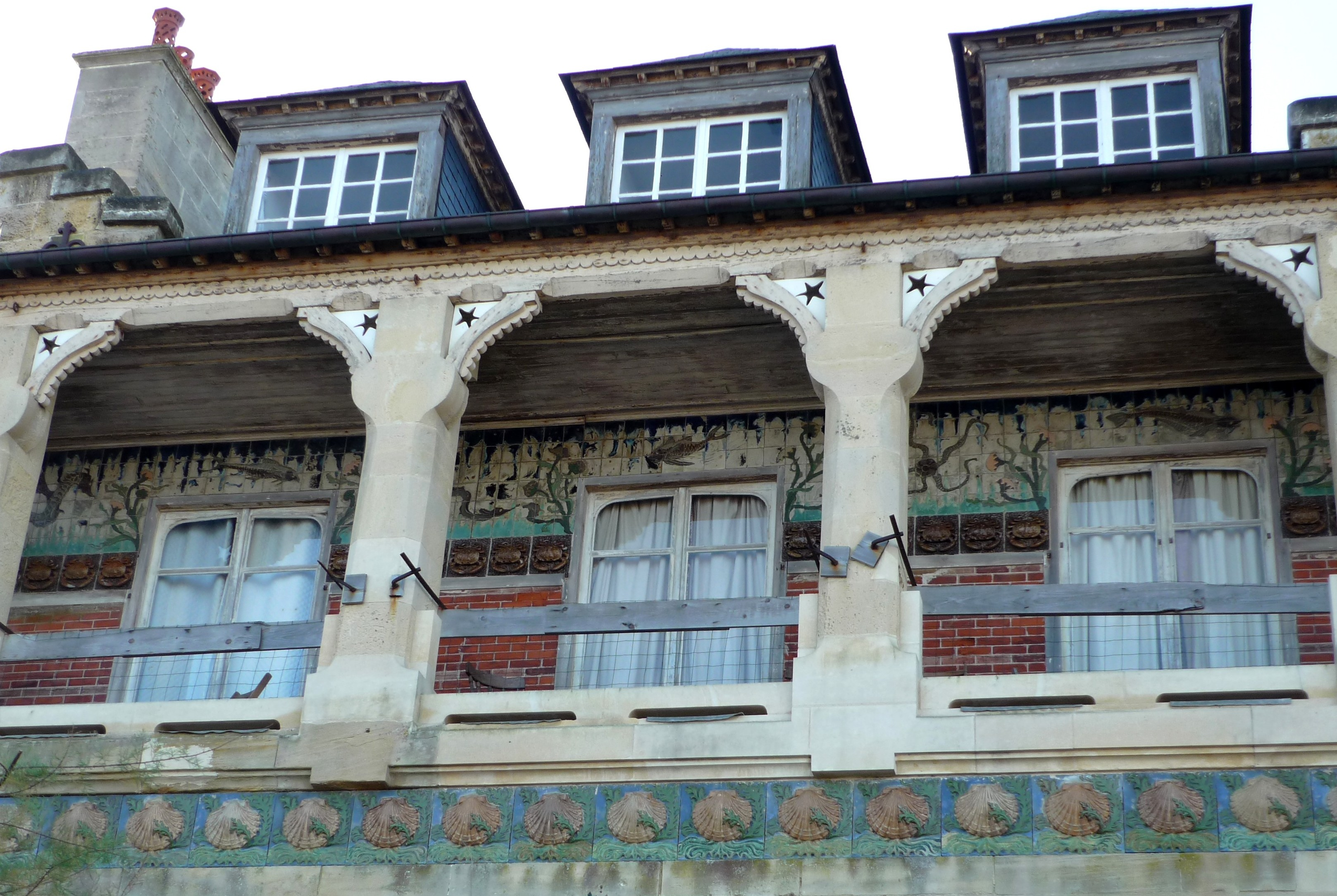